# أندرو هارفي (مقدم تلفزيوني)
أندرو هارفي (بالإنجليزية: Andrew Harvey)‏ هو مقدم تلفزيوني بريطاني، ولد في 3 مارس 1944.